# آندرس یاکوبسن (ورزشکار)
آندرس یاکوبسن (انگلیسی: Anders Jacobsen؛ زادهٔ ۱۷ فوریهٔ ۱۹۸۵) اسکی‌باز پرش اهل نروژ است.